# Cybianthus ruforamulus
Cybianthus ruforamulus är en viveväxtart som beskrevs av J.J. Pipoly. Cybianthus ruforamulus ingår i släktet Cybianthus, och familjen viveväxter. Inga underarter finns listade i Catalogue of Life.